# サウザンド諸島

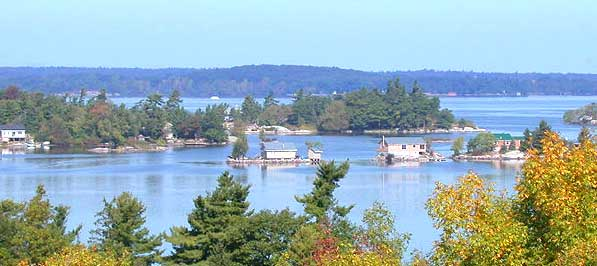
セントローレンス川に浮かぶ島々とコテージ

サウザンド諸島（サウザンドしょとう）またはサウザンド・アイランズ（英: Thousand Islands）、日本語では千島（せんとう）は、オンタリオ湖の北東端からその下流のセントローレンス川にかけて広がる1864の島々からなる諸島。
キングストン沖から下流約80キロメートル先のブロックビル近辺までの範囲に大小さまざまな島々が集まり、それぞれの面積は100平方キロメートル以上のものから家一軒分程度の小さな島まで様々である。これらの島々の間をアメリカ合衆国とカナダの国境線が通っており、アメリカ側の島はニューヨーク州に、カナダ側の島はオンタリオ州に属している。カナダの島のうち約20の島と対岸の陸の一部はサウザンド諸島国立公園（旧名・セントローレンス諸島国立公園）として国立公園に指定されている。
一帯は先カンブリア時代の楯状地の「カナダ楯状地」の回廊地帯状の露頭とオンタリオ湖・セントローレンス川が交差する場所に当たり、アルゴンキン州立公園とアディロンダック山地の2つの生態系をつなぐ陸橋のような地域である。島々にはリギダマツが生え、セイブネズミヘビ、コヨシゴイ、オオアオサギ、ミサゴ、ハシグロアビ、ハクトウワシ、マツアメリカムシクイなどが生息している。
サマーリゾート地として人気が高く、多くのホテル・別荘が立地する。

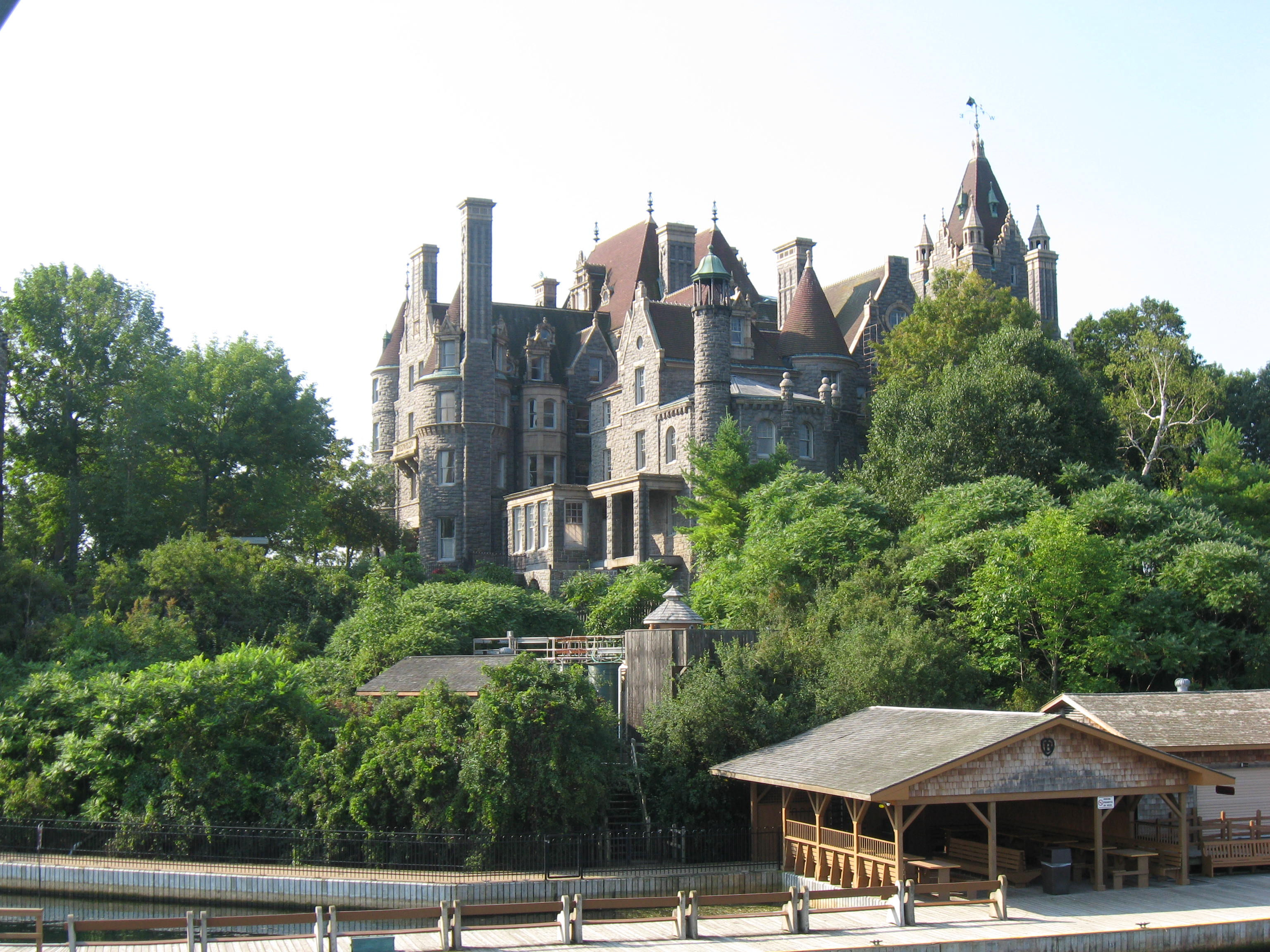
ハート島のボルト城 (w:Boldt Castle)
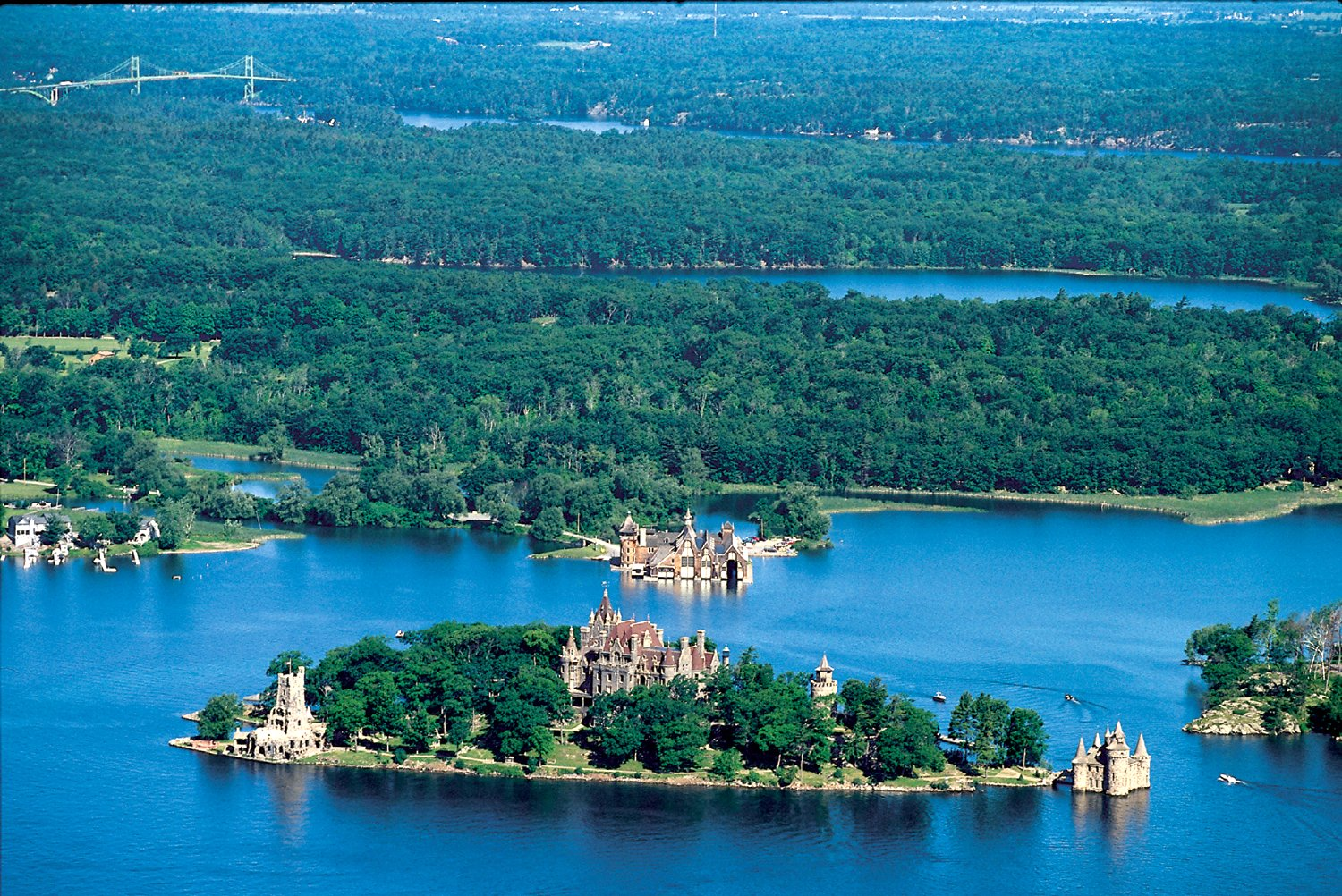
ハート島とその周辺の島々
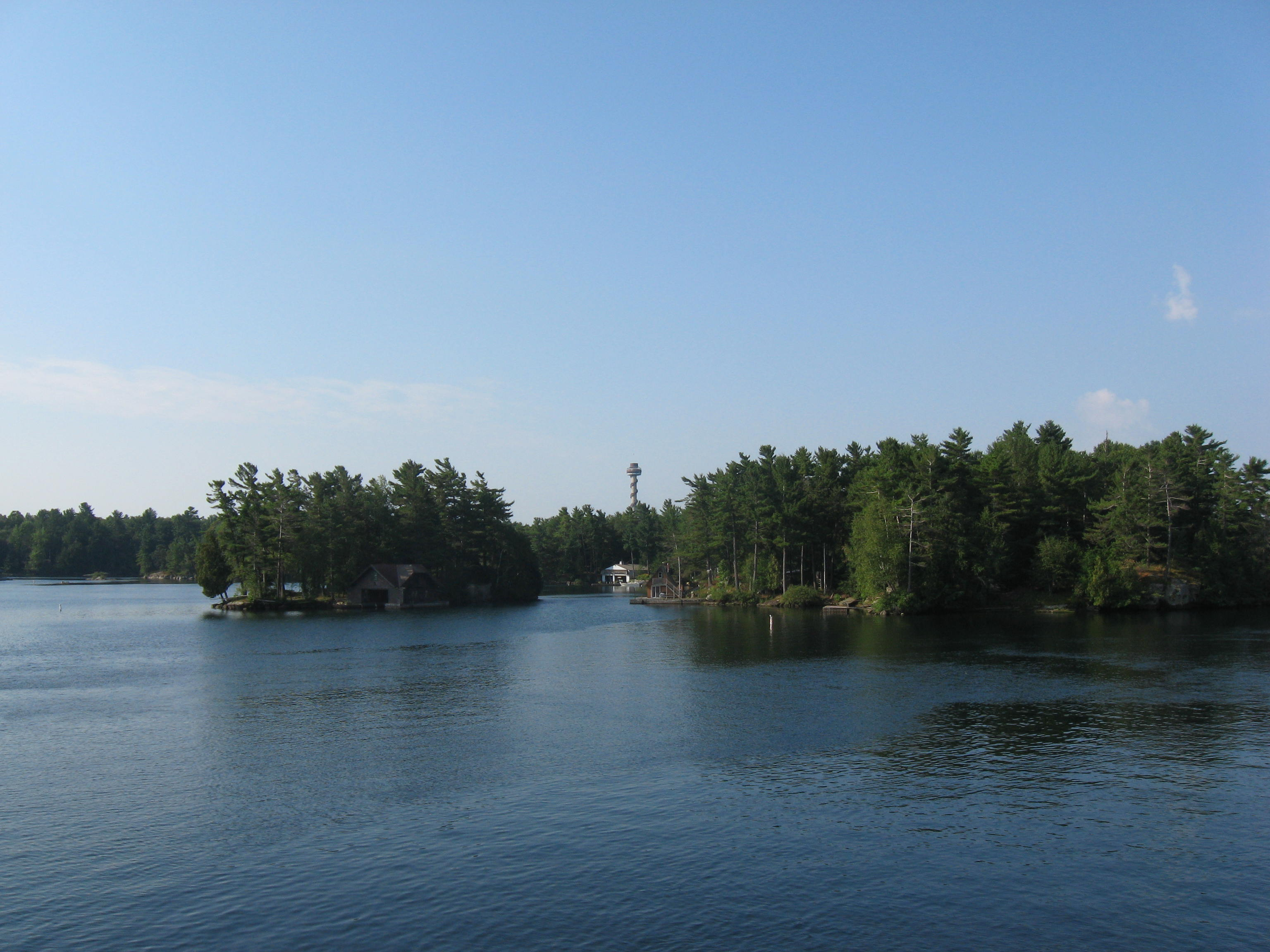
大小さまざまな島々
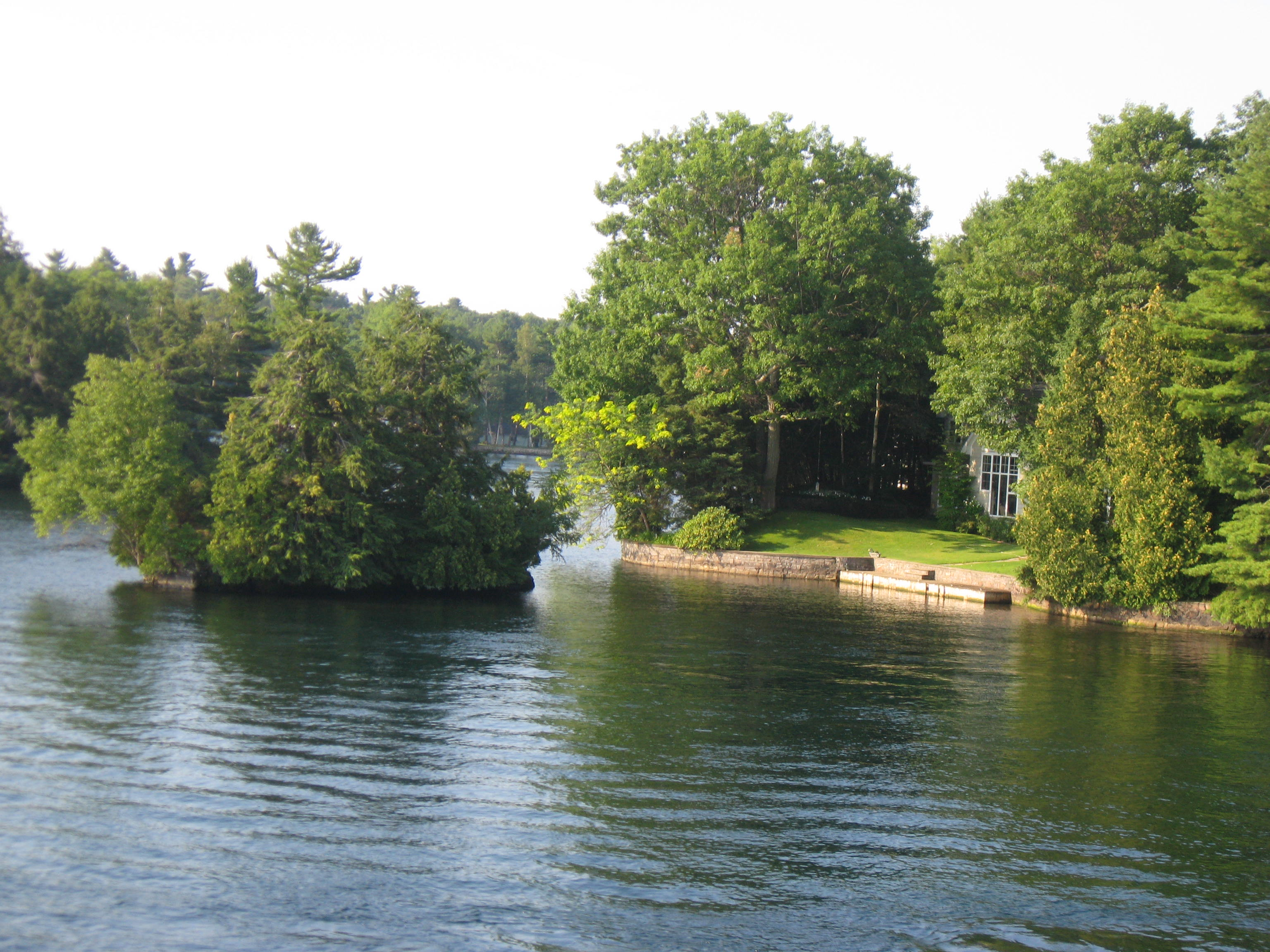
大小さまざまな島々

## サウザンド・アイランド・ドレッシング
サウザンド・アイランド・ドレッシングの由来はサウザンド諸島だとされるが、具体的に誰がいつ、どういう経緯で発明したのかについては、少なくとも3つの説がある。